# 84. sydlige breddekreds
Den 84. sydlige breddekreds (eller 84 grader sydlig bredde) er en breddekreds, der ligger 84 grader syd for ækvator. Den løber gennem Antarktis.